# Best of Zoltán Erika – Koncert show
A Best of Zoltán Erika – Koncert show Zoltán Erika 1999. április 16-i, a Budapest Kongresszusi Központban tartott koncertjéről készült felvétel.

## Az albumon megjelent dalok[1]
1. Mindent a szemnek (Jakab György-Lakatos Gábor-Hatvani Emese) 7:38
2. Csak neked! (Pásztor László-Jakab György-Hatvani Emese) 4:08
3. Életfogytig szerelem (Pásztor László-Jakab György-Hatvani Emese) 3:52
4. Csak egy szerelmes lány vagyok (Pásztor László-Jakab György-Hatvani Emese) 4:10
5. Luftballon (Pásztor László-Jakab György-Hatvani Emese-Joós István) 4:24
6. Túl sexy (Pásztor László-Jakab György-Hatvani Emese) 4:49
7. Tiszta őrület (Hauber Zsolt-Erica C.-Robby D.) 4:16
8. Mr. Hóember (Hauber Zsolt-Erica C.-Robby D.) 4:19
9. Rossz napok után (Kassai Róbert-Varga Szabolcs-Duba Gábor) 4:50
10. Csak te vagy (Tabár István-Duba Gábor) 4:18
11. Szeretem őt (Pásztor László-Jakab György-Hatvani Emese) 4:58
12. Féltelek (Pásztor László-Jakab György-Jávor Andrea) 4:18
13. Szerelemre születtem (N. Tony-S. Brosi-Jávor Andrea) 4:49
14. Banális történet (Pásztor László-Jakab György-Hatvani Emese-Bardóczi Gyula) 3:48
15. Remete lány (F. Enz-Pásztor László-Jakab György-Hatvani Emese) 3:41
16. Casanova (F. Enz-Pásztor László-Jakab György-Joós István) 5:33

## Közreműködtek
- Zoltán Erika – ének
- Micheller Mirtill, Szatmári Orsolya, Csányi István – vokál
- Lőrincz Viktor – basszusgitár
- Hastó Zsolt – dobok
- Vámos Zsolt – gitár
- Mészáros Péter – billentyűs hangszerek